# Haploidija
Haploidija ali haploidnost je lastnost celic in organizmov, katerih genski zapis sestavlja enojni komplet kromosomov (enojno garnituro avtosomov in en spolni kromosom). V človeškem telesu so take spolne celice, semenčice in zrela jajčeca. Za razliko od spolnih celic imajo somatske celice organizma dvojni komplet vseh kromosomov, gre za t. i. diploidne celice. Haploidne spolne celice nastajajo v procesu mejoze ali zoritvene delitve, pri čemer se zmanjša število kromosomov starševske celice, ki nosi dva kompleta kromosomov, na en komplet kromosomov v hčerinski celici.
Število kromosomov v enojni garnituri običajno označujemo s črko n in ga imenujemo haploidno število. Pri različnih organizmih je haploidno število različno; za človeške haploidne celice (gamete) velja, da vsebujejo 23 kromosomov (n = 23), somatske celice pa 23 parov kromosomov. Nekateri organizmi, na primer alge, poznajo haploidne stopnje v življenjskem ciklu, nekatere vrste (na primer samci mravelj) pa so vse življenje haploidni organizmi.